# Valentine Cuny-Le Callet
Pour les articles homonymes, voir Cuny et Le Callet.
Valentine Cuny-Le Callet, née en 1996, est une scénariste et illustratrice française.

## Biographie
Valentine Cuny-Le Callet est diplômée de la section Image Imprimée de l'École Nationale Supérieure des Arts Décoratifs de Paris. Elle prépare une thèse en arts plastiques et création contemporaine à l'Université Paris 1 Panthéon-Sorbonne. Le sujet de sa thèse s'intitule « Témoigner et résister dans le couloir de la mort : contraintes, censure et Do It Yourself ». Elle s'intéresse notamment à la pratique des arts plastiques par les détenus condamnés à mort aux États-Unis.

### Carrière
En 2018, Valentine Cuny-Le Callet réalise les dessins de l’encyclopédie Le monde antique de Harry Potter de Blandine Le Callet aux éditions Stock. L'ouvrage s'attache aux références à l'Antiquité gréco-romaine présentes dans la saga littéraire de l'écrivaine britannique, J.K. Rowling,.
Valentine Cuny-Le Callet est membre et militante de l'Action des chrétiens pour l'abolition de la torture (ACAT). Depuis 2016, elle entretient une correspondance avec Renaldo McGirth, prisonnier détenu dans le couloir de la mort en Floride. En 2020, elle publie Le Monde dans 5m² aux éditions Stock, dans lequel elle raconte leur amitié et ses visites en prison. Une histoire qu'elle prolonge dans le roman graphique Perpendiculaire au soleil, écrit et dessiné à quatre mains avec Renaldo McGirth,,. L'ouvrage édité chez Delcourt en 2022, est lauréat du Prix BD Fnac France Inter 2023.

## Récompenses
- 2023 : Prix de la BD Fnac pour Perpendiculaire au soleil
- 2023 : Mention Spéciale du Jury œcuménique de la bande dessinée chrétienne d'Angoulême pour Perpendiculaire au soleil
- 2023 : Prix du Jury BDgest pour Perpendiculaire au soleil
- 2023 : Prix du 1er album BDgest pour Perpendiculaire au soleil
- 2023 : Prix Artémisia de la BD des femmes pour Perpendiculaire au soleil
- 2023 : Prix du livre du réel pour Perpendiculaire au soleil